# دیفیوزر
دیفیوزر هوادهی، دیفیوزر ممبرانی یا غشایی وسیله ای است جهت هوادهی و عموماً به شکل دیسکی، لوله‌ای و صفحه‌ای تولید می‌شود که جهت انتقال هوا و اکسیژن به فاضلاب‌های شهری، پساب‌های صنعتی یا هر نوع حوضچه مانند پرورش ماهی و... مورد استفاده قرار می‌گیرد. دیفیوزرها عموماً از غشاهای لاستیکی یا عناصر سرامیکی دارای سوراخهای بسیار ریز برای ایجاد حباب‌های ریز یا درشت استفاده می‌شود.

## موارد مصرف

### آب
دیفیوزرها به منظور بهبود شرایط آب برای مصارف صنعتی یا آشامیدنی شامل حذف آهن و منگنز یا ترکیبات فرّار مولد بو و طعم در آب و گازهای نامطلوب مورد استفاده قرار می‌گیرد. همچنین برای تأمین اکسیژن مورد نیاز ماهی در استخرهای پرورش ماهی از دیفیوزرها بهره برده می‌شود.

### فاضلاب
در مورد روش‌های بیولوژیک هوازی تصفیه فاضلاب نیاز به تأمین اکسیژن مصرفی توسط انواع میکروارگانیزم‌های تجزیه کننده مواد آلی است. این امر توسط انواع دیفیوزرهای حباب ریز قابل دستیابی است. همچنین در رابطه با حذف مواد معلق، چربی و روغن با روش‌های مختلف شناور سازی به منظور تزریق یکنواخت گاز (هوا یا نیتروژن) از این تجهیز استفاده می‌شود.
صنعت پرورش آبزیان
به منظور تأمین اکسیژن و هوای مورد نیاز ماهی و در استخرهای پرورش ماهی از دیفیوزرها بهره برده می‌شود.

## سایر موارد
در مواردی که نیاز به ایجاد یک جریان اختشاشی و اختلاط دو یا چند ترکیب در آب یا فاضلاب باشد، یکی از روش‌های پیشنهادی ایجاد اختلاط از طریق تزریق هوا توسط دیفیوزرهای حباب درشت است که در این روش می‌توان از دمنده‌های موجود در تأسیسات هوادهی استفاده کرد.

## انواع دیفیوزرهای هوادهی از نظر اندازه حباب‌های تولید شده
دیفیوزرها از نظر نوع و اندازه حبابی که تولید می‌کنند به دو دسته عمده حباب ریز (Fine Bubble)و حباب درشت (Coarse Bubble)تقسیم می‌شوند. دیفیوزرهای حباب ریز که حبابهایی با قطر بین 1 تا 3 میلی‌متر ایجاد می‌کنند، عمدتاً برای ایجاد سطح تماس بیشتر بین هوا و سیال و در نهایت انتقال بیشتر و سریع تر گاز (اکسیژن یا سایر گازها) به سیال به کار می‌روند. دیفیوزرهای حباب درشت که حبابهایی با قطر بین 3 تا 5 میلی‌متر ایجاد می‌کنند، به واسطه حباب‌های با اندازه بزرگ قادر به ایجاد یک رژیم جریان یکنواخت و قابل قبول است، از این رو بیشتر برای اختلاط دو یا چند ترکیب با سیال (آب یا فاضلاب) به کار می‌روند و بالطبع داری هوادهی بالاتری می‌باشند.
دیفیوزرها از نظر شکل عمدتاً به سه گروه دیسکی، لوله‌ای و صفحه‌ای تقسیم می‌شوند که نوع دیسکی به جهت خصوصیات هوادهی مناسب و مقاومت بالا در برابر گرفتگی و آسانی نصب، از محبوبیت بیشتری برخوردار است.

## انواع دیفیوزرهای هوادهی از نظر جنس
دیفیوزرها در قدیم بیشتر از جنس فلزات ضد زنگ و سرامیک بودند. در سال‌های اخیر این دیفیوزرها جای خود را بیشتر به دیفیوزرهای ممبرانی از جنس EPDM یا PTFE داده‌اند که از مزایای این دیفیوزرها می‌توان به سبک بودن، مقاومت در برابر خوردگی بیولوژیکی و شیمیایی، آسانی نصب و قیمت ارزان نسبت به انواع قدیمی اشاره کرد.